# غردينية عالية
غردينية عالية (الاسم العلمي:Gardenia elata) هي نوع من النباتات يتبع جنس غردينية من الفصيلة الفوية.